# Xã Blendon, Quận Davison, South Dakota
Xã Blendon (tiếng Anh: Blendon Township) là một xã thuộc quận Davison, tiểu bang Nam Dakota, Hoa Kỳ. Năm 2010, dân số của xã này là 92 người.